# كسر رولاندو
كسر رولاندو هو نوع من كسور الإصبع التي تصيب قاعدة الإبهام، ويمتد الكسر إلى الوصلة المفصلية. من الأعراض الشائعة، ألم مفاجئ وتورم الإبهام. وتتفاقم الأعراض عند الحركة. تشمل المضاعفات تصلبًا طويل الأمد وفصالاً عظميًا.
ينجُم هذا الكسر عن ضغط على المحور الطولي للإبهام، قد يحدث أثناء شجار. يتم التشخيص باستخدام التصوير الطبي مثل التصوير بالأشعة السينية، أو التصوير المقطعي المحوسب، أو التصوير بالرنين المغناطيسي. ينتج عن الكسر ما لا يقلّ عن ثلاث شظايا عظمية، تُشكل حرف "T" أو "Y" في الأغلب. وهذا ما يُميّزه عن كسر بينيت الذي يؤدي إلى شظيتين عظميتن.
يستلزم العلاج غالبًا تدخلاً جراحيًا، ومن الخيارات الأخرى، التثبيت باستخدام أسلاك ك أو التثبيت الخارجي. عمومًا، لا تعود وظيفة الإبهام كالسابق.
يُمثل كسر رولاندو ما بين 1.4% إلى 4% من كسور اليد ويصل إلى 20% من كسور قاعدة الإبهام. يُصاب الذكور بحوالى 10 مرات أكثر من الإناث، والفئة العمرية بين العشرينيات والثلاثينيات هي الأكثر تأثرًا. وصف الطبيب سيلفيو رولاندو الكسر لأول مرة سنة 1910.